# Gle Jareng
Gle Jareng är en kulle i Indonesien.   Den ligger i provinsen Aceh, i den västra delen av landet, 1 800 km nordväst om huvudstaden Jakarta. Toppen på Gle Jareng är 589 meter över havet.
Terrängen runt Gle Jareng är varierad.Runt Gle Jareng är det ganska glesbefolkat, med 38 invånare per kvadratkilometer. I omgivningarna runt Gle Jareng växer i huvudsak städsegrön lövskog.